# Arraincourt

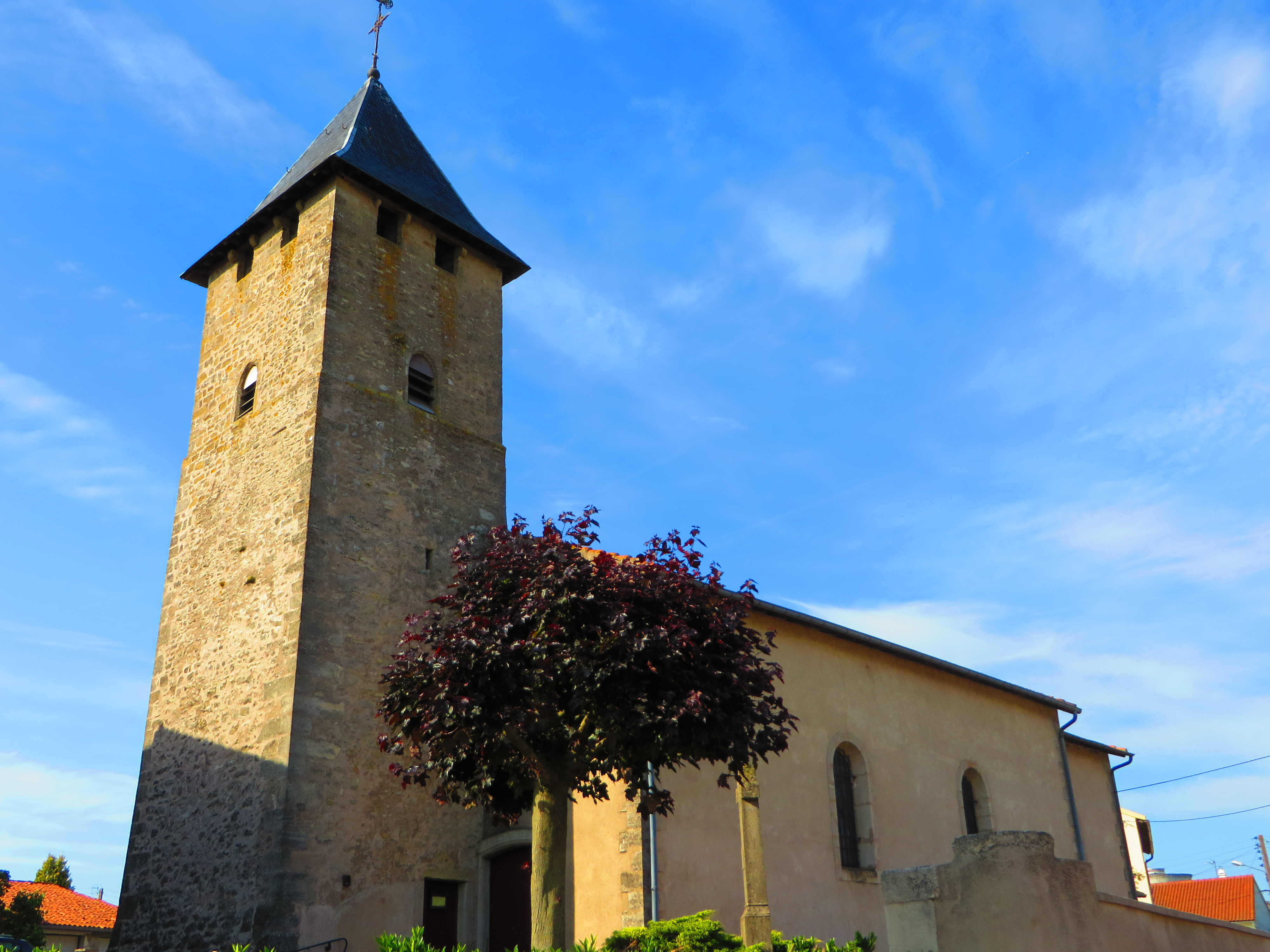
Kirche St. Pierre

Arraincourt (lothringisch Harainco, deutsch Armsdorf) ist eine französische Gemeinde mit 123 Einwohnern (Stand 1. Januar 2022) im Département Moselle in der Region Grand Est (bis 2015 Lothringen).

## Geographie
Die Gemeinde Arraincourt liegt in Lothringen im Tal der Rotte, 34 Kilometer südöstlich von Metz, 26  Kilometer südlich von Boulay-Moselle (Bolchen) und sieben Kilometer südwestlich von Faulquemont (Falkenberg), an der rechten Seite der Rotte.
Unmittelbar südlich des Kernortes verläuft die Bahnlinie Paris-Straßburg (LGV Est européenne).

## Geschichte
Das kleine Dorf wurde 933 erstmals als Harencurtis erwähnt und lag im Mittelalter auf deutschem Sprachgebiet, ist aber seit dem Dreißigjährigen Krieg frankophon. Es gehörte früher zum Bistum Metz, das Teil des Heiligen Römischen Reichs war. Im Jahr 1552 wurde das Dorf zusammen mit diesem Fürstbistum von Frankreich besetzt und annektiert, das sich den Besitz im Westfälischen Frieden 1648 bestätigen ließ; damals hieß  der Ort noch Hermestroff.
Durch den Frankfurter Frieden vom 10. Mai 1871 kam die Region an das deutsche Reichsland Elsaß-Lothringen, und das Dorf wurde dem Kreis Bolchen im Bezirk Lothringen zugeordnet. Französisch blieb aber Amts- und Umgangssprache. Die Dorfbewohner betrieben Getreide-, Futterpflanzen- und Tabakbau sowie Viehzucht.
Nach dem Ersten Weltkrieg musste die Region aufgrund der Bestimmungen des Versailler Vertrags 1919 an Frankreich abgetreten werden. Im Zweiten Weltkrieg war die Region von der deutschen Wehrmacht besetzt.
Vom 1. Dezember 1973 bis zum 3. August 1985 war Arraincourt in den Nachbarort Brulange eingemeindet.

### Demographie
Im Jahr 1910 hatte das Dorf 213 meist römisch-katholische Einwohner.
| Jahr      | 1962 | 1968 | 1975 | 1982 | 1990 | 1999 | 2007 | 2019 |
| Einwohner | 141  | 157  | 133  | 118  | 119  | 114  | 123  | 126  |